# シャーロット郡 (ニューブランズウィック州)
シャーロット郡（シャーロットぐん、英語：Charlotte County、仏語：Comté de Charlotte）は、カナダのニューブランズウィック州南西部に位置する郡。主要産業は、漁業及び水産養殖業である。1967年の郡制廃止以前にはセント・アンドリューズに郡役場が置かれていた。西側をアメリカ合衆国メイン州と接している。

## 行政区分
シャーロット郡には3町2村がある。また15の小教区に分かれる。

### 主な町村
- セント・アンドリューズ
- セント・スティーヴン：ギャノン・ブラザーズ（チョコレート会社）の本社があり、主要産業となっている。

## 係争中の地域
下記の地域はアメリカ合衆国と領有権をめぐって係争中である。
- マチアス・シール島：メイン湾にある島。1832年にカナダ沿岸警備隊が灯台を建設し維持している。
- ノースロック：メイン湾とファンディ湾の境近くに位置する岩礁。